# Cotija de la Paz
Cotija de la Paz oder kurz Cotija ist eine Kleinstadt mit etwa 14.000 und Hauptort einer Gemeinde (municipio) mit etwa 20.000 Einwohnern im Westen des mexikanischen Bundesstaats Michoacán. Wegen ihres historischen Zentrums zählt sie seit dem Jahr 2023 zu den Pueblos Mágicos.

## Lage und Klima
Cotija liegt etwa 210 km (Fahrtstrecke) westlich von Morelia, der Hauptstadt des Bundesstaates, in 2277 m Höhe; bis zur Pazifikküste sind es ca. 160 km (Luftlinie). Das Klima ist meist trocken und mild; Regen (ca. 800 mm/Jahr) fällt überwiegend im Sommerhalbjahr.

## Bevölkerung
| Jahr      | 2000   | 2020   |
| --------- | ------ | ------ |
| Einwohner | 13.580 | 14.074 |

Nur noch ein kleiner Teil der ehemals die Region dominierenden Einwohner vom Volksstamm der Chichimeken spricht die traditionelle Sprache; Umgangssprache ist meist Spanisch.

## Wirtschaft
Auf den Feldern in der Umgebung werden Mais, Bohnen, Gemüse, Agaven und Opuntien angebaut; auch die Viehzucht (ganadería) spielt eine große Rolle. Im Ort selbst gibt es viele kleine Handwerksbetriebe und Geschäfte sowie diverse Dienstleistungseinrichtungen des Bank-, Schul- und Gesundheitswesens.

## Geschichte
Seit langer Zeit ist die Gegend um Cotija vom Volk der Chichimeken bevölkert, welches auch die Azteken niemals unterwerfen konnten. Nach der Eroberung des Aztekenreichs durch die spanischen Konquistadoren unter Hernán Cortés kamen nur wenige Spanier hierhin; als offizielles Gründungsjahr gilt 1575. Nach Erreichen der mexikanischen Unabhängigkeit (1821) erhielt Cotija im Jahr 1896 die Stadtrechte.

## Sehenswürdigkeiten
- Bedeutendste Kirche der Stadt ist die Iglesia de Nuestra Señora del Popolo, die ihre Bedeutung einer im späten 16. Jahrhundert aus Spanien importieren Marienfigur verdankt. Erst in der ersten Hälfte des 19. Jahrhunderts erreichte deren Verehrung ein Ausmaß, durch welches ein Neubau der ehemaligen Kapelle notwendig wurde. Der heutige Kirchenbau entstand in den Jahren 1854–1860; sein Glockenturm erreicht eine Höhe von 70 m und ist somit einer der höchsten Kirchtürme Mexikos. Die auf einem hohen Tambour aufruhende Vierungskuppel mit ihrem Laternenaufsatz ist nicht viel kleiner.
- Das Gemeindemuseum (Museo Comunitario de Cotija) präsentiert eine informative Ausstellung von archäologischen und volkskundlichen Exponaten zur Geschichte der Gemeinde.[3]

## Persönlichkeiten
Cotija ist der Geburtsort von
- Rafael Guízar Valencia (1878–1938), Bischof und Heiliger
- Marcial Maciel (1920–2008), Priester und Gründer der Legionäre Christi

## Sonstiges
- Der Queso de Cotija ist ein in ganz Mexiko bekannter und beliebter Hartkäse.